# マインロイス
マインロイス (ドイツ語: Mainleus, ドイツ語発音: [ma‿inˈlɔ‿ys])は、ドイツ連邦共和国バイエルン州クルムバッハ郡（オーバーフランケン行政管区）の市場町。マイン川の2つの源流である白マイン川と赤マイン川がシュタインハウゼン（北緯50度05分13秒 東経11度23分52秒 / 北緯50.08694度 東経11.39778度）で合流した後の1kmほど、マイン川に直接面している。

## 地理

### 自治体の構成
この町は、公式には40の地区 (Ort) からなるこのうち小集落や孤立農場などを除く集落を以下に列記する。
| - ブーヒャウ - ダンドルフ - デルフレス - ファッソルツホーフ - グンダースロイト - ホルンシューフスハウゼン - マインロイス | - モッチェンバッハ - ペルツ - プロース - ロートヴィント - シンメンドルフ - シュマイルスドルフ - シュヴァルツァハ・バイ・クルムバッハ | - ファイトラーム - ヴァハホルダー - ヴェルンシュタイン - ヴィルマースロイト - ヴュステンブーヒャウ - ヴュステンドルフ |

## 歴史

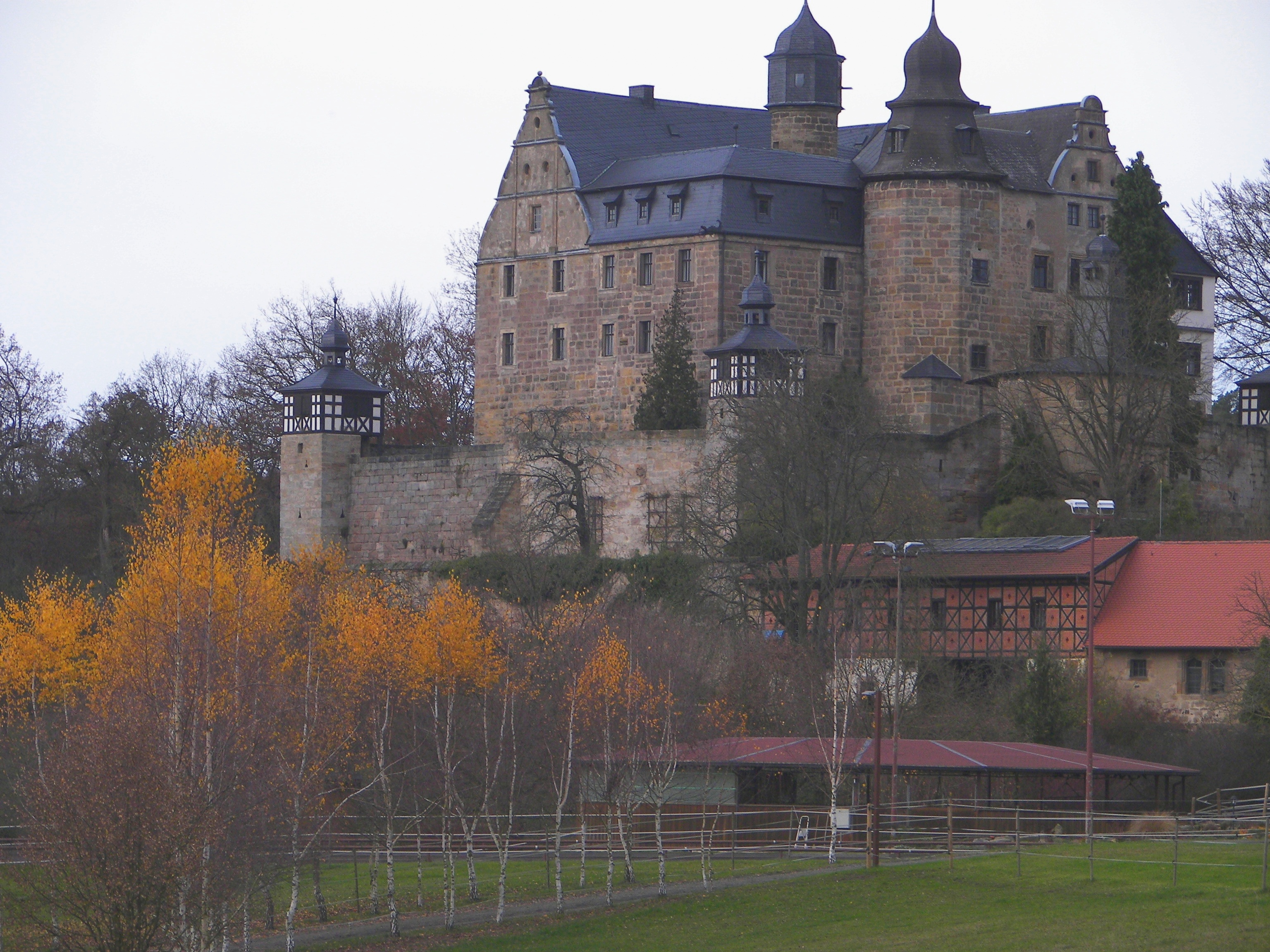
ヴェルンシュタイン城

マイン川の渓谷に位置することからこの町の名が付けられた。「マインロイス」は「スラヴ系ルビス族のマイン川沿いの入植地」を意味する。19世紀に最盛期を迎えたマイン川の筏流しの要衝であった。1792年以降はバイロイト侯領の一部となるが、1807年のティルジットの和約により1807年にフランス領となるが、さらに1810年にバイエルン王国に移された。1908年には、クルムバッハの紡績工場の支社がマインロイスで開業した。この工場は現在でも操業を続けている。自治体再編では以下の自治体が合併した：1955年 ハイナースロイトとヴォルパースロイト； 1972年 ベヒテルスロイト、クレーテンネスト、ヴュステンブーヒャウ、ブーヒャウ、ヴェルンシュタインおよびヴィルマースロイト、さらにデルフレス、モチェンバッハ、ペールおよびヴュステンドルフ；1976年 ファイトラームとプロース； 1977年 アイヒベルク、ファソルツホーフ、ロトヴィントおよびシュヴァルツホーフ； 1978年 ダンドルフ、シンメンドルフおよびシュヴァルツァハ＝シュマイルスドルフ。

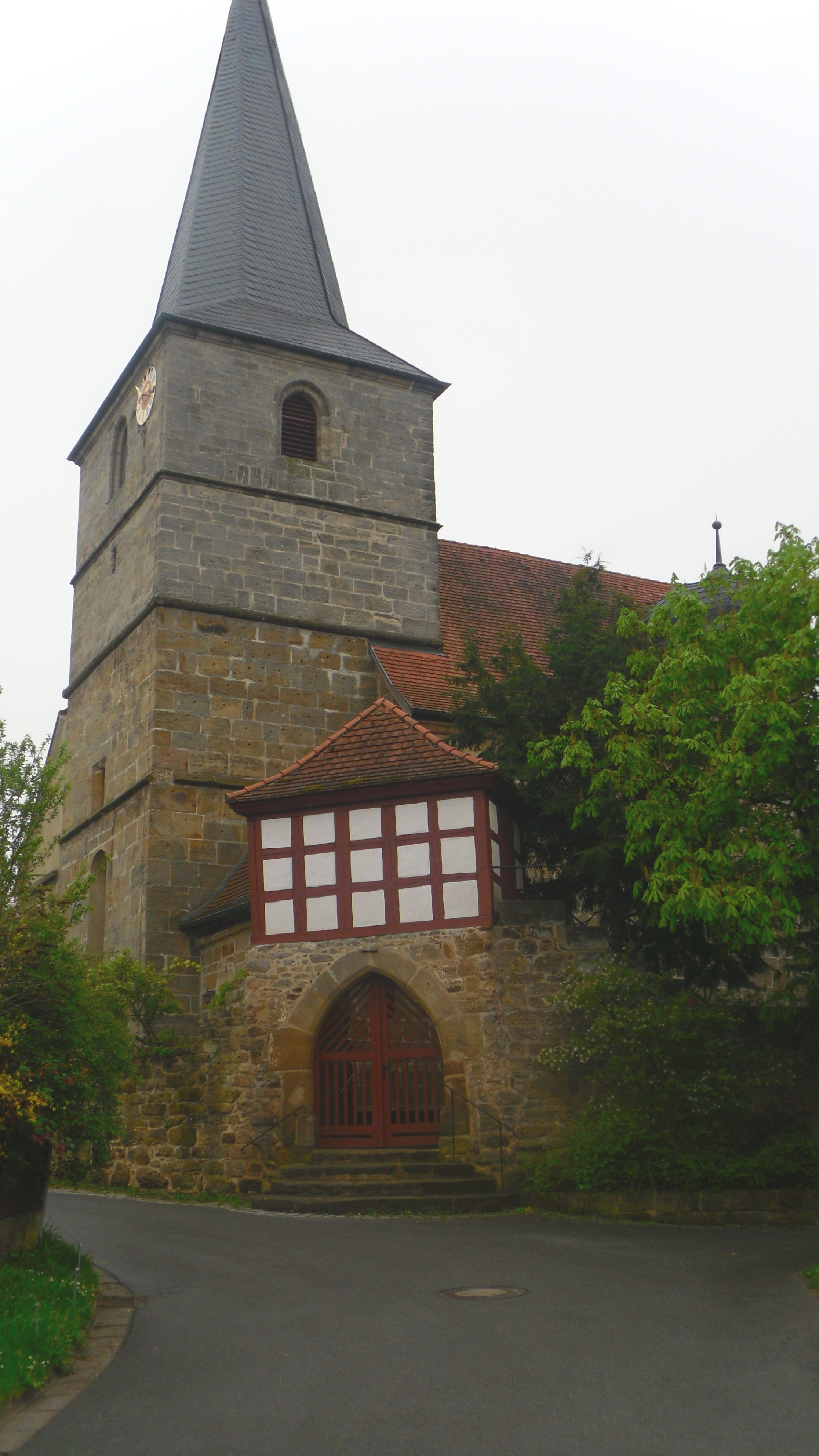
ファイトラームの教会

### 人口
- 1970年 6,858人
- 1987年 6,189人
- 2000年 6,940人

## 行政
2016年7月1日からロベルト・ボッシュ (CSU) がマインロイトの町長を務めている。前任者のディーター・アダム（Freie Wähler）は2004年からこの町の町長を務めていた。